# ییژینا شیبالووا
ییژینا شیبالووا (چکی: Jiřina Šejbalová؛ ‏ ۱۷ سپتامبر ۱۹۰۵ – ۲۳ اوت ۱۹۸۱) خواننده و بازیگر اهل اتریش-مجارستان بود. وی در سال ۱۹۵۸ به عنوان هنرمند شایسته و در سال ۱۹۶۵ به عنوان هنرمند ملی برگزیده شد. او در سال ۱۹۸۱ بر اثر سرطان درگذشت.
از فیلم‌هایی که وی در آن نقش داشته است، می‌توان به رومئو، ژولیت و تاریکی، باد سیمگون و روز دادرسی اشاره کرد.